# ГЕС Фурнас
ГЕС Фурнас — гідроелектростанція на сході Бразилії у штаті Мінас-Жерайс. Знаходячись між ГЕС Фуніл (вище по течії) та ГЕС Mascarenhas de Moraes, входить до складу каскаду на лівому витоку Парани на річці Ріо-Гранде.

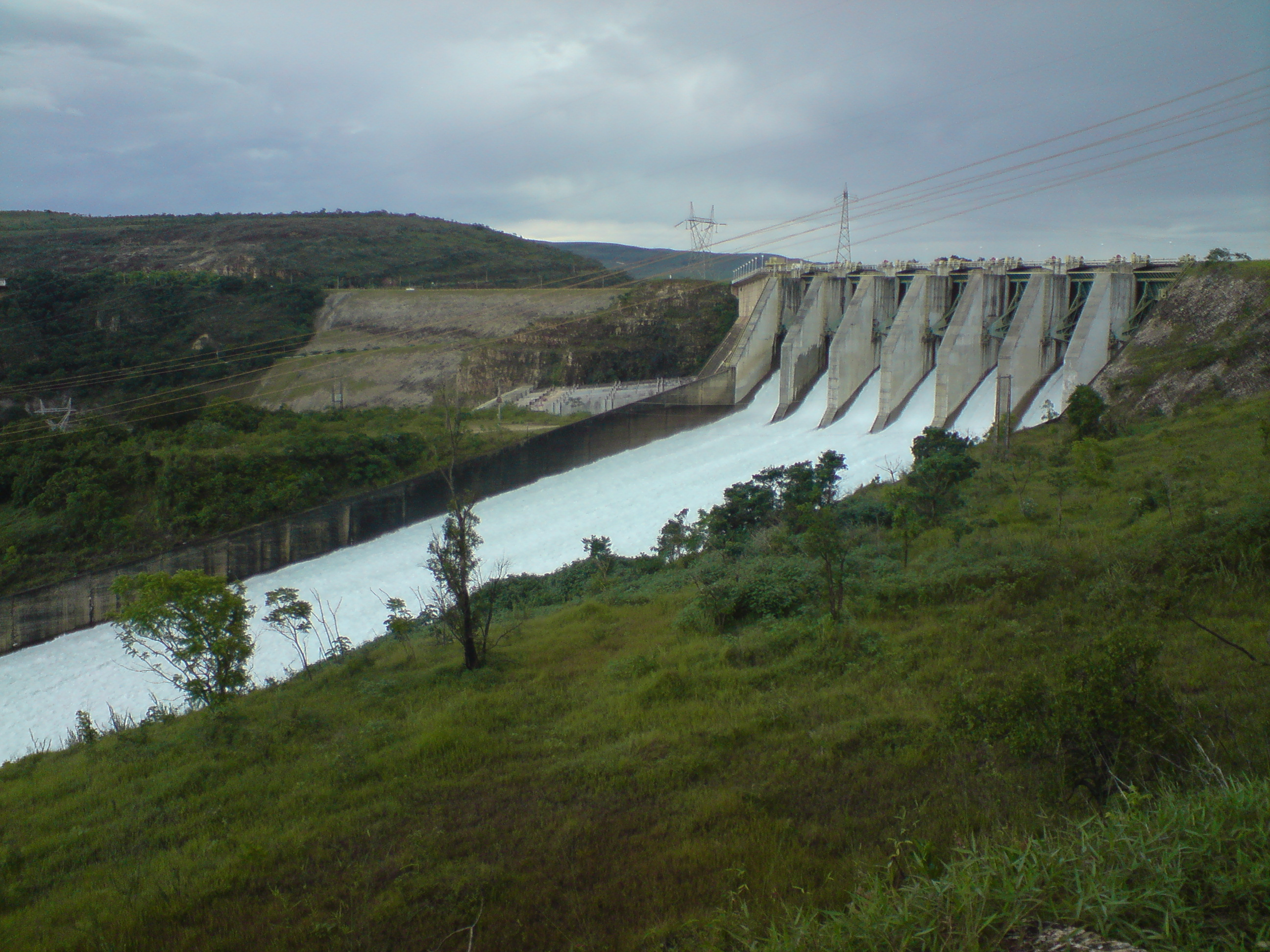
Водоскиди греблі

У межах проекту річку перекрили кам'яно-накидною греблею з глиняним ядром висотою 127 метрів, довжиною 554 метри та товщиною по гребеню 15 метрів, котра потребувала 9,45 млн м3 матеріалу. Вона утримує велике водосховище, витягнуте по долині Гранде та її лівої притоки Sapucai на 220 км. Площа поверхні цієї водойми становить 1440 км2 при об'ємі 23 млрд м3 (корисний об'єм 17,2 млрд м3), тоді як нормальним коливанням рівня вважається — між позначками 750 та 768 метрів НРМ (максимальний рівень на випадок повені 769,3 метра НРМ).

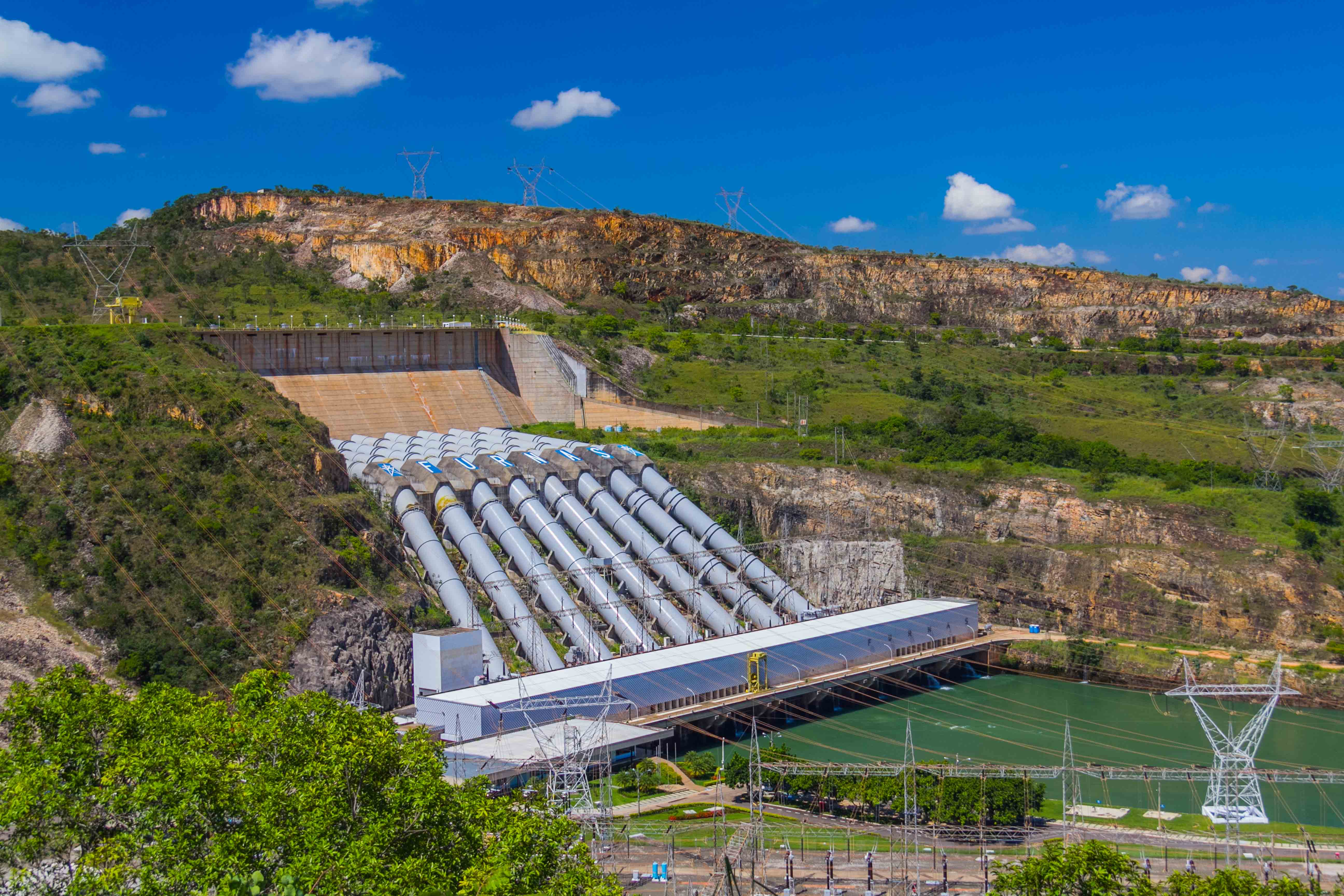
Водоводи та машинний зал ГЕС

Пригреблевий машинний зал спершу в 1963—1965 роках обладнали шістьма турбінами типу Френсіс потужністю по 152 МВт, до яких у 1974-му додали ще дві такі самі. Вони працюють при напорі у 94 метри.